# Lijst van voetbalclubs - Y
Dit is een lijst van voetbalclubs met als beginletter een Y.
- Yangon United FC
- Yatel FC
- Yeedzin FC
- Yenicami Ağdelen SK
- Yeovil Town
- Yeni Yevlakh
- FC Yeti
- Yesil Bogatir Petropavlovsk
- Ymir Kópavogur
- Yongin FC
- Yorck Boyen Insterburg
- York City
- York United
- Young Africans SC
- VV Young Boys
- Young Boys Bern
- Young Fellows Juventus
- YoungHeart Manawatu
- FC YPA Ylivieska
- Yverdon-Sport FC

A · B · C · D · E · F · G · H · I · J · K · L · M · N · O · P · Q · R · S · T · U · V · W · X · Y · Z